# Starnberg
Starnberg – miasto powiatowe w Niemczech, w kraju związkowym Bawaria, w rejencji Górna Bawaria, w regionie Monachium, siedziba powiatu Starnberg. Leży około 25 km na południowy zachód od centrum Monachium, nad północnym wybrzeżem jeziora Starnberger See, przy autostradzie A952, drodze B2 i linii kolejowej Monachium – Garmisch-Partenkirchen - Innsbruck. Jest jedynym miastem w powiecie.
W Starnberg urodziła się Miriam Vogt, niemiecka narciarka alpejska, mistrzyni świata.

## Demografia
| Rok  | L. mieszk. |
| ---- | ---------- |
| 1871 | 1.147      |
| 1900 | 2.853      |
| 1910 | 3.633      |
| 1919 | 4.214      |
| 1929 | 4.838      |
| 1939 | 5.846      |

| Rok  | L. mieszk. |
| ---- | ---------- |
| 1946 | 8.540      |
| 1950 | 9.234      |
| 1960 | 10.490     |
| 1970 | 10.504     |
| 1978 | 17.517     |
| 1983 | 17.583     |

| Rok  | L. mieszk. |
| ---- | ---------- |
| 1990 | 20.371     |
| 2000 | 21.650     |
| 2002 | 22.507     |
| 2003 | 22.543     |
| 2004 | 22.676     |
| 2005 | 23.067     |
| 2007 | 23.086     |

### Struktura wiekowa

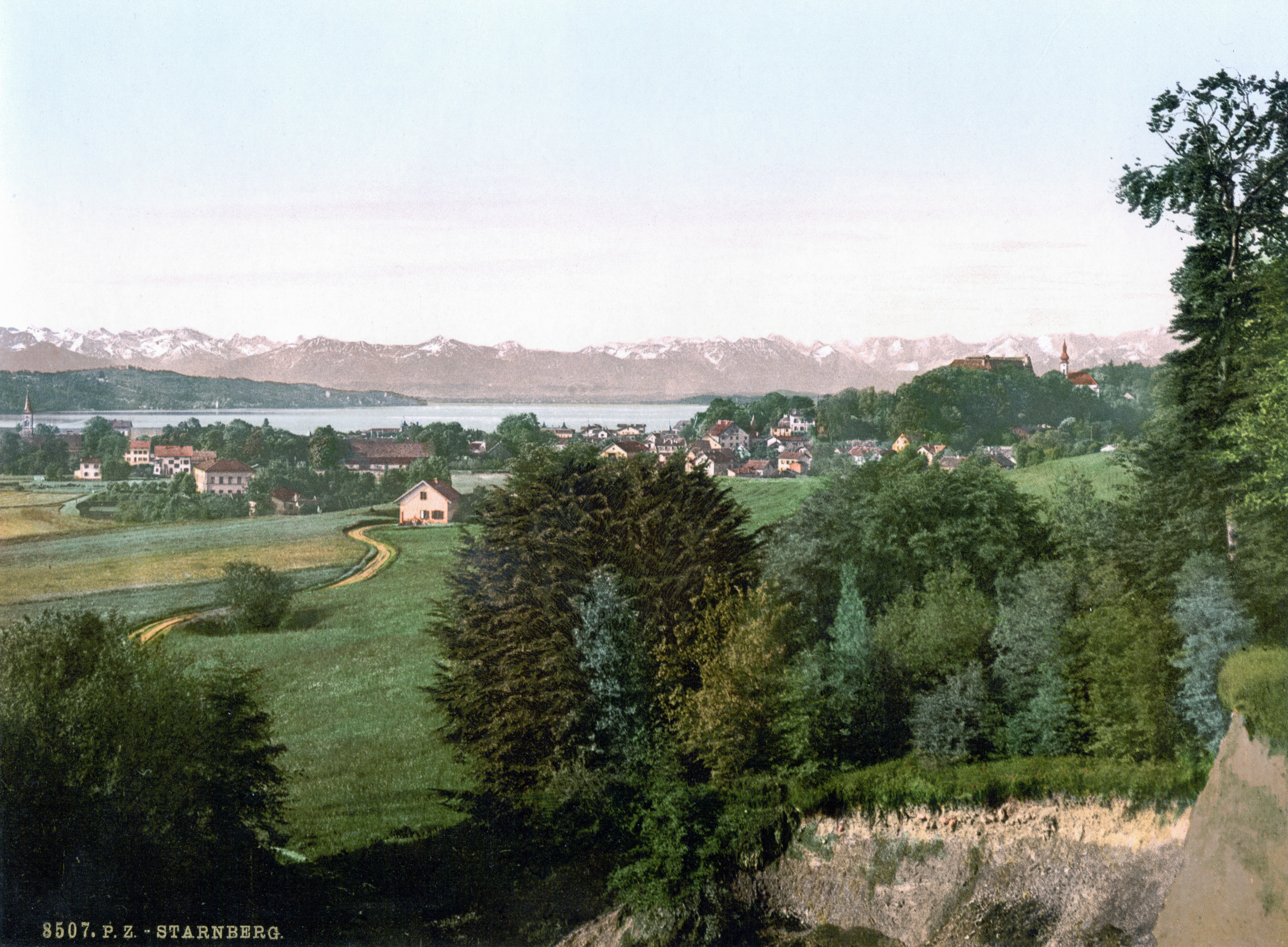
Pocztówka z początków XX w

Dane o ludności z 31 grudnia 2008:
| Opis                                | Ogółem | Ogółem | Kobiety | Kobiety | Mężczyźni | Mężczyźni |
| ----------------------------------- | ------ | ------ | ------- | ------- | --------- | --------- |
| Jednostka                           | osób   | %      | osób    | %       | osób      | %         |
| Populacja                           | 23 223 | 100    | 12 328  | 53,09   | 10 895    | 46,91     |
| Wiek przedprodukcyjny (0–17 lat)    | 4125   | 17,76  | 2014    | 8,67    | 2111      | 9,09      |
| Wiek produkcyjny (18–65 lat)        | 14 099 | 60,71  | 7420    | 31,95   | 6679      | 28,76     |
| Wiek poprodukcyjny (powyżej 65 lat) | 4999   | 21,53  | 2894    | 12,46   | 2105      | 9,06      |

## Zabytki i atrakcje
- zamek Starnberg (obecnie siedziba Urzędu Skarbowego)
- ogrody zamkowe
- rokokowy kościół św. Józefa (St. Josef)
- promenada nad jeziorem
- muzeum (Museum Starnberger See )
- zamek Leutstetten

## Polityka
Burmistrzem miasta jest Eva John, rada miasta składa się z 30 osób.
|      | CSU | SPD | Zieloni | UWG | BL | FDP/PF | Razem |
| 2008 | 8   | 3   | 3       | 6   | 8  | 2      | 30    |
| 2002 | 12  | 4   | 2       | 5   | 5  | 2      | 30    |

## Współpraca
Miejscowość partnerska:
- Dinard, Francja